# 羅嘉翎
羅嘉翎（2001年10月8日—）是台灣女子跆拳道運動員。

## 生平
羅嘉翎出生在跆拳道世家，父親羅文祥即為跆拳道教練，哥哥羅堉誠也是跆拳道選手，她從幼稚園開始跟父親學習跆拳道。小學六年級即獲得全國少年組冠軍。國中就讀新北市三芝國中並開始練習對打，連兩年取得全中運金牌，國中時身高已長至175公分。高中就讀三民高中，在高一時入選國家隊進行培訓，並且高中三年在全中運皆獲得金牌。大學就讀國立體育大學，學業與跆拳道兼顧，於集訓期間亦會帶書本一邊複習。平時多靠烘焙以及去咖啡廳抒發比賽的壓力。

## 經歷
羅嘉翎從小即參加各大賽事並獲得多面獎牌：
- 2015年，參加2015年亞洲少年跆拳道錦標賽女子47公斤級，為首次參加國際賽，最終獲得銅牌。[9]
- 2016年，參加2016年世界青少年錦標賽女子52公斤級獲得金牌。[10]
- 2018年，參加2018年世界青少年錦標賽女子55公斤級獲得金牌，成為台灣首位連兩屆在世青少錦標賽皆奪金的選手。[10]
- 2021年，參加2020年東京奧運，於約旦安曼參加亞洲區跆拳道資格賽取得奧運女子57公斤級參賽資格，以19歲的年紀成為歷屆以來挑戰此量級最年輕的台灣選手，最終在銅牌戰擊敗尼日對手耶索夫奪得銅牌。[10][11]

## 外部連結
- 羅嘉翎在TaekwondoData.com（英语）
- 羅嘉翎在Olympics.com（英语）
- 羅嘉翎在Olympedia（英语）
- 羅嘉翎的Facebook專頁
- 羅嘉翎的Instagram帳戶
- 羅嘉翎-運促會紀錄短片 （页面存档备份，存于）